# Under the same sky
『under the same sky』は、ゲームブランドTYPE-MOONによるスマートフォン向けRPG『Fate/Grand Order』（以下：FGO）のサービス5周年を記念して2020年に展開された、一連の新聞広告である。
本項では2025年にサービス10周年記念として展開された一連の新聞広告企画「Over the same sky」についても解説する。

## 概要
この広告は日本全国47の名所をサーヴァントたちが訪れるという内容であり、広告にはサーヴァントたちのコメントが寄せられている。
この広告は、全国の地方紙47紙と全国紙1紙（読売新聞朝刊）に掲載された。
また、7月には阪急大阪梅田駅にてこれまでの新聞広告48点を一つの看板として掲出したほか、地下鉄御堂筋線梅田駅のホーム内のデジタルサイネージにこれらの新聞広告を2分半の映像として流した。
さらに、2020年8月5日には、これらの新聞広告がゲーム内アイテムの一種である概念礼装「英霊紀行」として期間限定で配信された。
このほかにも、本広告を題材とした画集「Fate/Grand Order 5th Anniversary "under the same sky" advertising works」なども期間限定で販売された。

## 広告一覧

### under the same sky
| 都道府県                | 掲載紙                           | 題材                                                   | サーヴァント                         | 脚注                 |
| 5月4日（関東・甲信）    | 5月4日（関東・甲信）             | 5月4日（関東・甲信）                                   | 5月4日（関東・甲信）                 | 5月4日（関東・甲信） |
| ----------------------- | -------------------------------- | ------------------------------------------------------ | ------------------------------------ | -------------------- |
| 東京都（全国）          | 読売新聞                         | SHIBUYA SKY                                            | マシュ・キリエライト                 | [ 6 ]                |
| 東京都                  | 東京新聞                         | 東京タワー                                             | アルトリア・ペンドラゴン（セイバー） | [ 7 ]                |
| 埼玉県                  | 埼玉新聞                         | 首都圏外郭放水路                                       | エレシュキガル                       | [ 8 ] [ 6 ]          |
| 千葉県                  | 千葉日報                         | 濃溝の滝                                               | ゲオルギウス                         | [ 6 ]                |
| 神奈川県                | 神奈川新聞                       | 横浜赤レンガ倉庫                                       | レオナルド・ダ・ヴィンチ             | [ 6 ]                |
| 群馬県                  | 上毛新聞                         | 尾瀬                                                   | ベディヴィエール                     | [ 6 ]                |
| 栃木県                  | 下野新聞                         | 華厳の滝                                               | 玄奘三蔵                             | [ 6 ]                |
| 茨城県                  | 茨城新聞                         | 偕楽園                                                 | 加藤段蔵                             | [ 6 ]                |
| 山梨県                  | 山梨日日新聞                     | 富士山（逆さ富士）                                     | ポール・バニヤン                     | [ 6 ]                |
| 長野県                  | 信濃毎日新聞                     | 槍ヶ岳と雲海                                           | キングプロテア                       | [ 6 ] [ 8 ]          |
| 静岡県                  | 静岡新聞                         | 富士山南麓                                             | 葛飾北斎                             | [ 6 ]                |
| 5月25日（東海・北陸）   |                                  |                                                        |                                      |                      |
| 新潟県                  | 新潟日報                         | 苗場スキー場                                           | 風魔小太郎                           | [ 9 ]                |
| 富山県                  | 北日本新聞                       | 雪の大谷                                               | スカサハ＝スカディ                   | [ 10 ] [ 9 ]         |
| 石川県                  | 北國新聞                         | 白米千枚田                                             | 紅閻魔                               | [ 10 ] [ 9 ]         |
| 福井県                  | 福井新聞                         | 東尋坊                                                 | 虞美人                               | [ 10 ] [ 9 ]         |
| 岐阜県                  | 岐阜新聞                         | 白川郷                                                 | シャーロック・ホームズ               | [ 10 ] [ 9 ]         |
| 愛知県                  | 中日新聞                         | 手筒花火                                               | 森長可                               | [ 10 ] [ 9 ]         |
| 6月3日（九州・沖縄）    |                                  |                                                        |                                      |                      |
| 福岡県                  | 西日本新聞                       | 中洲屋台街                                             | 謎のヒロインX                        | [ 11 ]               |
| 佐賀県                  | 佐賀新聞                         | 嘉瀬川河川敷（佐賀インターナショナルバルーンフェスタ） | イシュタル                           | [ 11 ] [ 12 ]        |
| 長崎県                  | 長崎新聞                         | ハウステンボス                                         | マリー・アントワネット               | [ 11 ]               |
| 熊本県                  | 熊本日日新聞                     | 阿蘇カルデラ                                           | 天草四郎                             | [ 11 ]               |
| 大分県                  | 大分合同新聞                     | 沈堕発電所跡                                           | フランケンシュタイン                 | [ 11 ]               |
| 宮崎県                  | 宮崎日日新聞                     | 都井岬                                                 | シグルド＆ブリュンヒルデ             | [ 11 ]               |
| 鹿児島県                | 南日本新聞                       | 屋久島                                                 | ヘラクレス                           | [ 11 ]               |
| 沖縄県                  | 沖縄タイムス、琉球新報           | 石垣島                                                 | マルタ                               | [ 11 ]               |
| 6月13日（北海道・東北） |                                  |                                                        |                                      |                      |
| 北海道                  | 北海道新聞                       | 富良野                                                 | マーリン                             | [ 13 ]               |
| 青森県                  | 東奥日報、デーリー東北           | 十和田湖                                               | アビゲイル・ウィリアムズ             | [ 13 ]               |
| 秋田県                  | 秋田魁新報                       | 男鹿のナマハゲ                                         | ジャック・ザ・リッパー               | [ 13 ]               |
| 岩手県                  | 岩手日報                         | わんこそば                                             | 牛若丸＆武蔵坊弁慶                   | [ 13 ]               |
| 山形県                  | 山形新聞                         | 蔵王樹氷                                               | アナスタシア                         | [ 13 ]               |
| 宮城県                  | 河北新報                         | 松島                                                   | 清少納言                             | [ 13 ]               |
| 福島県                  | 福島民報                         | 霧幻峡                                                 | 燕青                                 | [ 13 ]               |
| 7月6日（中国・四国）    |                                  |                                                        |                                      |                      |
| 鳥取県                  | 日本海新聞                       | 鳥取砂丘                                               | ニトクリス                           | [ 14 ]               |
| 島根県                  | 山陰中央新報                     | 通天橋                                                 | クー・フーリン〔オルタ〕             | [ 14 ]               |
| 岡山県                  | 山陽新聞                         | 倉敷美観地区                                           | 紫式部                               | [ 14 ]               |
| 広島県                  | 中国新聞                         | 紅葉谷公園                                             | 蘭陵王                               | [ 14 ]               |
| 山口県                  | 山口新聞                         | 巌流島                                                 | 佐々木小次郎                         | [ 14 ]               |
| 徳島県                  | 徳島新聞                         | 剣山                                                   | アタランテ                           | [ 14 ]               |
| 香川県                  | 四国新聞                         | 道の駅 小豆島オリーブ公園                              | 宮本武蔵                             | [ 15 ] [ 14 ]        |
| 愛媛県                  | 愛媛新聞                         | 道後温泉本館                                           | ジャガーマン                         | [ 14 ]               |
| 高知県                  | 高知新聞                         | 桂浜                                                   | 岡田以蔵                             | [ 14 ]               |
| 7月20日（近畿）         |                                  |                                                        |                                      |                      |
| 三重県                  | 中日新聞                         | 熊野古道                                               | メドゥーサ                           | [ 10 ] [ 16 ]        |
| 大阪府                  | 朝日新聞・産経新聞（近畿地方）   | 通天閣                                                 | カルナ＆アルジュナ                   | [ 17 ] [ 16 ]        |
| 兵庫県                  | 神戸新聞                         | 姫路城                                                 | 刑部姫                               | [ 17 ] [ 16 ]        |
| 京都府                  | 京都新聞（京都府内版）           | 小径                                                   | 酒呑童子                             | [ 17 ] [ 16 ]        |
| 滋賀県                  | 京都新聞（滋賀県民版）           | 満月寺                                                 | 鈴鹿御前                             | [ 16 ]               |
| 奈良県                  | 奈良新聞                         | 長谷寺本堂                                             | 柳生但馬守宗矩                       | [ 16 ]               |
| 和歌山県                | 朝日新聞・産経新聞（和歌山県版） | 道成寺                                                 | 清姫                                 | [ 16 ]               |

### Over the same sky
| 都道府県                  | 掲載紙            | 題材                                                          | サーヴァント                                                                            | 脚注              |
| 6月22日（全国紙）         | 6月22日（全国紙） | 6月22日（全国紙）                                             | 6月22日（全国紙）                                                                       | 6月22日（全国紙） |
| ------------------------- | ----------------- | ------------------------------------------------------------- | --------------------------------------------------------------------------------------- | ----------------- |
| 東京都（全国）            | 読売新聞          | 東京駅                                                        | マシュ・キリエライト                                                                    |                   |
| 6月29，30日（関東・甲信） |                   |                                                               |                                                                                         |                   |
| 東京都                    | 東京新聞          | 秋葉原                                                        | 刑部姫（6月29日） ジャンヌ・ダルク【オルタ】（6月30日）                                 |                   |
| 埼玉県                    | 埼玉新聞          | 川越氷川神社（6月29日） 川越（6月30日）                       | 太公望（6月29日） 玄奘三蔵（6月30日）                                                   |                   |
| 千葉県                    | 千葉日報          | 九十九里浜                                                    | 曲亭馬琴（6月29日） UDK-バーゲスト（6月30日）                                           |                   |
| 神奈川県                  | 神奈川新聞        | 鎌倉                                                          | テノチティトラン（6月29日） テスカトリポカ（6月30日）                                   |                   |
| 群馬県                    | 上毛新聞          | 草津温泉                                                      | 子ギル（6月29日） ラーヴァ/ティアマト（6月30日）                                        |                   |
| 栃木県                    | 下野新聞          | 日光江戸村                                                    | 蘭陵王（6月29日） アントニオ・サリエリ（6月30日）                                       |                   |
| 茨城県                    | 茨城新聞          | 竜神バンジー                                                  | ヘラクレス（6月29日） ロムルス＝クィリヌス（6月30日）                                   |                   |
| 山梨県                    | 山梨日日新聞      | 富士急ハイランド                                              | 風魔小太郎＆耀星のハサン（6月29日） 果心居士＆加藤段蔵（6月30日）                       |                   |
| 長野県                    | 信濃毎日新聞      | 阿智村キャンプ                                                | 太歳星君（6月29日） ボイジャー（6月30日）                                               |                   |
| 7月27、28日（中国・四国） |                   |                                                               |                                                                                         |                   |
| 鳥取県                    | 日本海新聞        | 旅館                                                          | 紅閻魔（7月27日） 闇のコヤンスカヤ（7月28日）                                           |                   |
| 島根県                    | 山陰中央新報      | 唐音水仙公園                                                  | カーマ（7月27日） ドゥルガー（7月28日）                                                 |                   |
| 岡山県                    | 山陽新聞          | 美星天文台（7月27日） 醍醐桜（7月28日）                       | マーリン（7月27日） レディ・アヴァロン（7月28日）                                       |                   |
| 広島県                    | 中国新聞          | マンドリカルド（7月27日） ヘクトール（7月28日）               |                                                                                         |                   |
| 山口県                    | 山口新聞          | 秋芳洞（7月27日） 周南工業夜景（7月28日）                     | 巌窟王 モンテ・クリスト（7月27日） 高杉晋作（7月28日）                                  |                   |
| 徳島県                    | 徳島新聞          | あすたむらんど徳島（7月27日） 祖谷のかずら橋（7月28日）       | アルトリア・キャスター（7月27日） オベロン（7月28日）                                   |                   |
| 香川県                    | 四国新聞          | 直島                                                          | ヴァン・ゴッホ（7月27日） 葛飾北斎（7月28日）                                           |                   |
| 愛媛県                    | 愛媛新聞          | しまなみ海道                                                  | エドワード・ティーチ＆バーソロミュー・ロバーツ（7月27日） カーミラ＆メディア（7月28日） |                   |
| 高知県                    | 高知新聞          | 梼原町雲の上の図書館（7月27日） 四万十市勝間沈下橋（7月28日） | ニトクリス（7月27日） "山の翁"（7月28日）                                               |                   |

## 制作
もともとこの広告は、5周年記念イベントとして2020年8月10日に東京ドームで行われる予定だった音楽イベント「Fate/Grand Order Fes.」を事前に盛り上げるためにつくられた。
企画の担当者であるアニプレックスの渡邊力輝也は、「今まで夏の周年イベントでは、幕張メッセでのブース展示やステージイベントなどを行ってきた。しかし、今年は5周年という節目。リアルイベントに特化せず、期間を長くして徐々に盛り上げていきたいという思いがあった」と日経クロストレンドとのインタビューの中で説明している。
新聞という媒体を利用した理由について、渡辺は「ゲームからTwitterなどへと、ネットやSNSを媒介としてコミュニケーションが生まれる傾向がある。だからこそ、新聞広告だけにとどまらない可能性を見越して、あえて選んだ」と話している。また、当時は東京オリンピックの開催が予定されていたことから、テレビが東京五輪一色となる中であえて別のメディアを使うという意図もあった。
加えて、地域に根差したものを直接届けたいという考えから、全国紙ではなく地方紙を中心に展開した。
プロジェクト名の「under the same sky」について、FGO PROJECT側は「実世界に広がる空は、日本全国どこにいても共通のものであり、その空の下、実際にあるシチュエーションにゲームの中のサーヴァントを同居させることで、ゲームの外でもコンテンツとファンの心がいっしょであるように」という意味を込めたと説明している。
全国各地の新聞への広告出稿にあたり、作品を知らない購読者が広告を見て興味を持ってもらえるよう、各都道府県で知られている場面の候補をうちだしていき、そこから場面にふさわしいサーヴァントを割り当てていった。
広告にはサーヴァントたちのコメントが用意されており、あらかじめ用意した台詞の原案をゲームのライターチームが監修する形で作られた。

## 反響
5月4日に、第1弾となる関東地方の新聞広告が公開された際、Twitter上では「#FGO5周年」や掲載新聞名といった多数の関連ワードがトレンド入りした。
Twitter上では初めて新聞を買ったという声や、自分の住む地域の新聞はどのサーヴァントが掲載されるか楽しみにするツイートが相次いだほか、地元の名物とサーヴァントの意外な組み合わせに驚くツイートもあった。FGO PROJECT側も広告出稿によるファンからの評判の良さを認識しているとし、ふだん新聞を読まないプレイヤーから新聞を購入したという声が寄せられたとも話している。
一方で、J-CASTの野口博之によると、掲載紙を求めて奔走したり、フリマアプリで新聞広告を転売する者もいたとされている。